# Pic Maiden
Pour les articles homonymes, voir Maiden.
Le pic Maiden, en anglais : Maiden Peak, est un volcan bouclier culminant à 2 383 mètres d'altitude dans le centre de l'Oregon, au Nord-Ouest des États-Unis. Il fait partie de la chaîne des Cascades et se trouve à la limite de la forêt nationale de Willamette et de la forêt nationale de Deschutes. Fréquenté depuis des siècles par les Amérindiens, son sommet a constitué au début du XXe siècle un point de vue destiné à l'observation des feux de forêt.

## Toponymie
Maiden désigne une « jeune fille célibataire » en anglais. Le pic Maiden est donc à rapprocher des sommets du centre de l'Oregon constituant une « famille » : les Three Sisters (« trois sœurs »), le mont Bachelor (« jeune homme célibataire »), The Twins (« les jumeux ») et autres cimes secondaires.

## Géographie

Carte topographique de la région du pic Diamond (coin inférieur gauche) avec le pic Maiden (coin supérieur droit).

Le pic Maiden se situe dans le Nord-Ouest des États-Unis, au centre de l'État de l'Oregon, sur la limite entre les comtés de Deschutes et de Lane pour une portion au nord-ouest,. La limite avec le comté de Klamath passe sur le versant méridional, d'est en ouest, à une altitude maximum de 2 050 mètres. Il se trouve à 40 kilomètres à l'ouest de La Pine, 70 kilomètres au sud-ouest de Bend, 100 kilomètres à l'est-sud-est de Eugene, tandis que Salem, la capitale de l'État, est à 160 kilomètres au nord-ouest et Portland, la ville la plus peuplée, est à près de 215 kilomètres au nord-nord-ouest. Les côtes de l'océan Pacifique se trouvent à un peu moins de 200 kilomètres à l'ouest. Le sommet s'élève à 2 383 mètres d'altitude dans la chaîne des Cascades. Sa hauteur de culminance est de 786 mètres ; le sommet plus élevé le plus proche est le pic Diamond à 19 kilomètres au sud-ouest, un autre volcan de l'arc volcanique des Cascades, tandis que le mont Bachelor est à moins de 50 kilomètres au nord-est. The Twins culminent à 2 244 mètres d'altitude à neuf kilomètres au nord. Ils sont séparés du mont Maiden par le lac Bobby, à 1 648 mètres d'altitude, qui donne naissance au Moore Creek, lequel se jette dans le lac Davis à l'est de la montagne. Le lac Odell se situe sur son piémont méridional. Le lac Maiden, long de 200 mètres, est niché à 1 939 mètres d'altitude, au milieu de la forêt, au sud du sommet. Au sud-est se trouvent les trois lacs (North, Middle et Lower) Rosary ; le plus bas et le plus large des trois, avec une longueur de 500 mètres, se situe à 1 739 mètres d'altitude. Sur le versant occidental, le Skyline Creek est le seul cours d'eau du pic Maiden à faire partie du bassin de la Willamette et plus précisément de la rivière Middle Fork Willamette, par le biais du Salt Creek. Le pic Maiden se prolonge au sud-est par Maklaks Mountain (2 130 m) et au sud-ouest par le pic Willamette Pass (2 040 m). Ce dernier abrite sur son versant sud-ouest la station du même nom, qui domine le col Willamette (1 563 m). Les glaciers ont sculpté un vaste cirque dans le flanc septentrional de la montagne, exposant le magma qui avait durci dans les conduits du volcan pour former des pics rocheux qui se retrouvent maintenant dans la partie supérieure du cirque. Le sommet du pic Maiden se compose d'un cône de scories raide surmontant un volcan bouclier de basalte andésitique vieux de moins de 250 000 ans,.

## Histoire
Dans les années 1880, Adolph Dekum rapporte, dans son journal, l'existence au sommet d'empilements de pierres de 1,50 à 1,80 mètre de hauteur, communs aux Three Sisters et au mont Bachelor, témoignant de cérémonies proches de rites de passage par des tribus amérindiennes non identifiées.
Le 10 juillet 1912, l'installation d'une ligne téléphonique entre Crescent et le sommet du pic Maiden est achevée dans le but d'en faire un guet dans la lutte des incendies de forêt ; deux semaines plus tard, les premières observations sont effectuées. Durant l'été suivant, Charles Bowers stationne au sommet. Un camp est installé au sommet par le service des forêts des États-Unis en 1920. Trois ans plus tard, H.L. Plumb, superviseur de la forêt nationale de Deschutes, décide de la construction d'une cabane surmontée d'une coupole d'observation. Le personnel en poste au sommet change régulièrement, jusqu'en 1942 où James Stearns devient la dernière vigie du pic Maiden. À l'automne 1950, la cabane est incendiée par le ranger Tom Greathouse accompagné de Ray Koski ; ses restes sont finalement dégagés en 1958,,,.

## Activités

### Randonnée et ascension

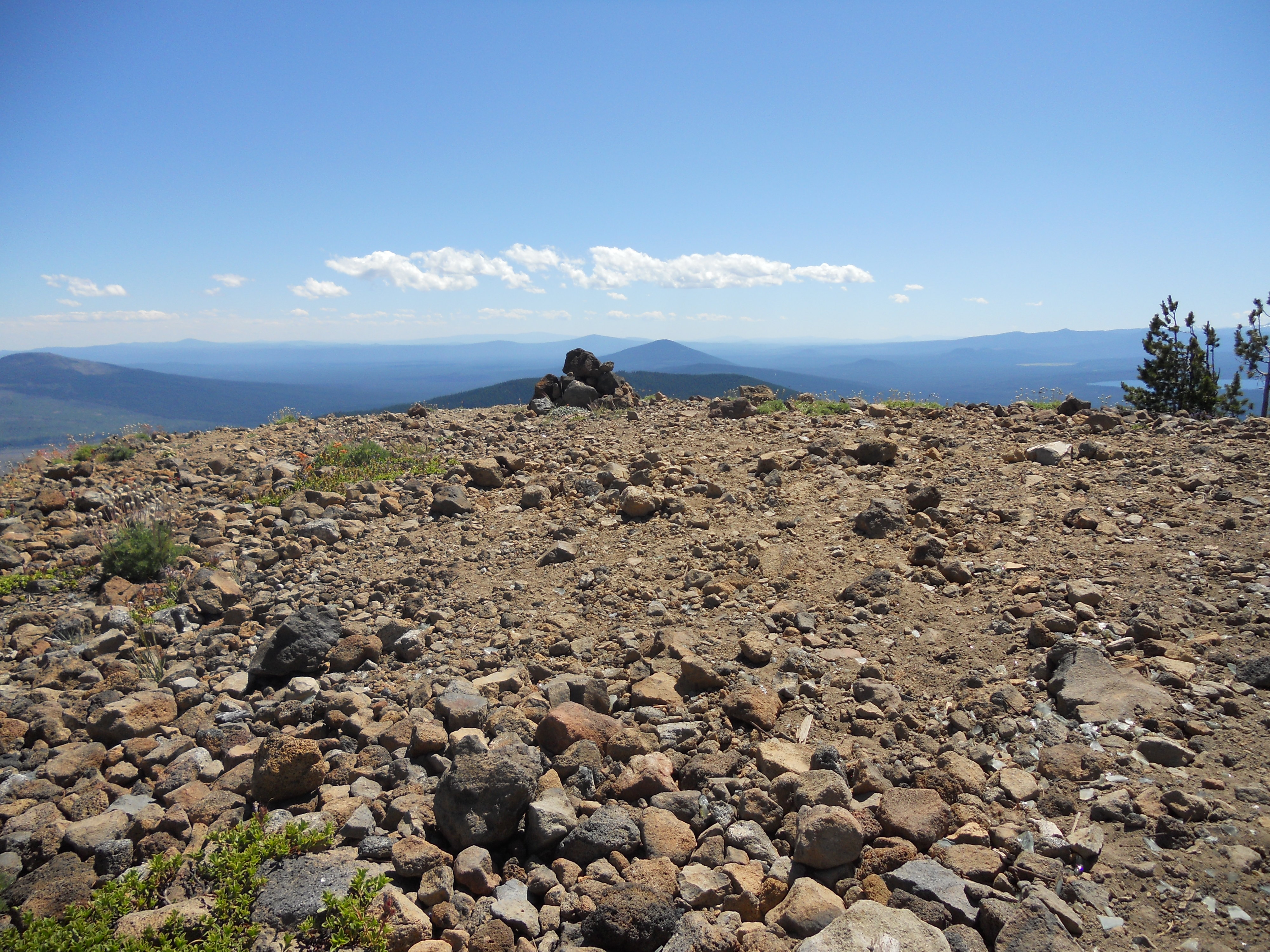
Vue du sommet du pic Maiden.

L'ascension du pic Maiden est possible par l'ouest, depuis le lac Gold, en suivant un sentier long de 9,3 km jusqu'au sommet,. En outre, le Pacific Crest Trail parcourt le pic Maiden sur son versant occidental en passant par le col Willamette,.

### Protection environnementale
Le pic Maiden fait partie de la forêt nationale de Willamette, sur le versant occidental du volcan appartenant au comté de Lane, qui a été créée en 1933 et couvre 6 790 km2, et de la forêt nationale de Deschutes, sur son versant oriental appartenant au comté de Deschutes, qui a été créée en 1908 et couvre 6 462 km2.

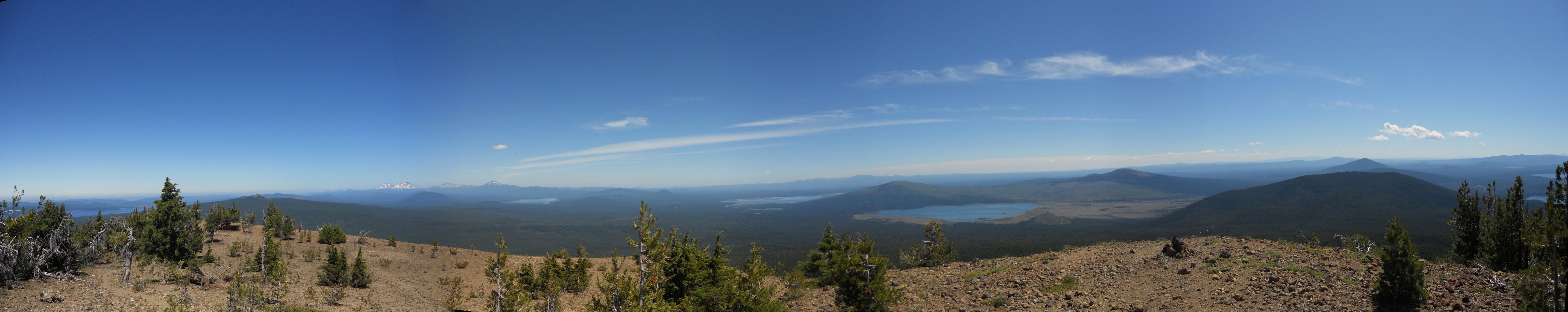
Vue panoramique depuis le pic Maiden.